# Maurice Harquail
Maurice James Harquail est un investigateur des réclamations d'assurance-générale et un homme politique canadien.

## Biographie
Maurice Harquail est né le 2 décembre 1938 à Matapédia, au Québec. Son père est Paul Harquail et sa mère est Laura Delaney. Il étudie à Académie Assomption de Campbellton, à l'Université St. Thomas de Chatham et de Fredericton, à l'Université de Moncton et à l'Université de Toronto. Il épouse Elaine Fraser le 13 août 1962 et le couple a trois enfants.
Il est député de Restigouche à la Chambre des communes du Canada de 1975 à 1984 en tant que libéral. Il est secrétaire parlementaire au ministère d'État pour Affaires urbaines de 1977 à 1978, secrétaire parlementaire au ministère des Travaux publics et au ministère d'État chargé des Sciences et de la Technologie en 1978, secrétaire parlementaire au ministère des Approvisionnements et Services de 1978 à 1979, secrétaire parlementaire au ministère de l'Expansion économique régionale en 1980 et secrétaire parlementaire au ministère des Pêches et des Océans en 1984. Il est aussi conseiller municipal et maire intérimaire de Campbellton entre 1967 et 1975.
Il est président de la Chambre de commerce de Campbellton, vice-président du Conseil d'administration de l'Hôpital Hôtel Dieu. Il est aussi membre de la Junior Chamber of Commerce et des United Commercial Travellers.